# John Cary
John Cary (oko 1754. − 1835.), engleski kartograf i graver koji je djelovao u Londonu koncem 18. odnosno početkom 19. stoljeća.
Karijeru je započeo kao graver u Londonu, a 1783. godine otvorio je vlastitu radionicu u ulici Strand. Zbog iznimne kvalitete njegovih zemljovida, atlasa i globusa, ubrzo je stekao visoku reputaciju u kartografskim krugovima. Njegov „Novi i precizni engleski atlas” (engl. The New and Correct English Atlas) izdan 1787. godine postao je mjerilom kvalitete svih radova u Engleskoj.
Godine 1794. Britanska glavna pošta ovlastila je J. Caryja za kartiranje državnih cesta što je 1798. rezultiralo izdavanjem „Novog vodiča” (engl. New Itinerary). U navedenom djelu obuhvaćene su sve glavne prometnice u Engleskoj i Walesu. Koncem života Cary je s geologom W. Smithom surađivao na izradi geoloških karata. Njegov uspješni kartografski i izdavački posao naposljetku je preuzeo G. F. Cruchley (1822. – 1875.).

## Opus
- Actual Survey of the country fifteen miles around London (1786.)
- New and Correct English Atlas (1787.)
- Camden's Britannia (1789.)
- Cary's Survey of the High Roads from London (1790.)
- Cary's Traveller's Companion (1790.)
- New Maps of England and Wales with part of Scotland (1794.)
- Inland Navigation; or Select Plans of the Several Navigable Canals throughout Britain (1795.)
- Cary's New Itinerary (1798.)
- A New Map of Italy (1799.)
- A New Map of the Circle of Austria (1801.)
- A New Map of Persia (1801.)
- A New Map of Turkey in Europe (1801.)
- New British Atlas (1805.)
- Cary's New Universal Atlas (1808.)
- Cary's English Atlas (1809.)
- New Elementary Atlas (1813.)
- Cary's New Itinerary (1817.)

## Poveznice
- Povijest kartografije